# Ballspielverein Borussia 09 Dortmund 1990-1991
Questa voce raccoglie le informazioni riguardanti il Ballspielverein Borussia 09 Dortmund nelle competizioni ufficiali della stagione 1990-1991.

## Stagione
Nella stagione 1990-1991 il Borussia Dortmund, allenato da Horst Köppel, concluse il campionato di Bundesliga al 10º posto. In Coppa di Germania il Borussia Dortmund fu eliminato al primo turno dal Fürth. In Coppa UEFA il Borussia Dortmund fu eliminato agli ottavi di finale dall'Anderlecht.

## Rosa
| N. |                     | Ruolo | Calciatore         |
| -- | ------------------- | ----- | ------------------ |
|    | Germania (bandiera) | P     | Wolfgang de Beer   |
|    | Germania (bandiera) | P     | Stefan Klos        |
|    | Germania (bandiera) | P     | Rolf Meyer         |
|    | Russia (bandiera)   | D     | Sergey Gorlukovich |
|    | Germania (bandiera) | D     | Uwe Grauer         |
|    | Germania (bandiera) | D     | Thomas Helmer      |
|    | Germania (bandiera) | D     | Steffen Karl       |
|    | Germania (bandiera) | D     | Günter Kutowski    |
|    | Germania (bandiera) | D     | Robert Nikolic     |
|    | Germania (bandiera) | D     | Peter Quallo       |
|    | Germania (bandiera) | D     | Michael Schulz     |
|    | Germania (bandiera) | C     | Günter Breitzke    |
|    | Germania (bandiera) | C     | Thomas Franck      |

| N. |                      | Ruolo | Calciatore         |
| -- | -------------------- | ----- | ------------------ |
|    | Germania (bandiera)  | C     | Tim Gutberlet      |
|    | Germania (bandiera)  | C     | Dirk Hofmann       |
|    | Germania (bandiera)  | C     | Michael Lusch      |
|    | Germania (bandiera)  | C     | Mario Plechaty     |
|    | Germania (bandiera)  | C     | Gerhard Poschner   |
|    | Germania (bandiera)  | C     | Michael Rummenigge |
|    | Germania (bandiera)  | C     | Stefan Strerath    |
|    | Germania (bandiera)  | C     | Michael Zorc       |
|    | Germania (bandiera)  | A     | Martin Driller     |
|    | Germania (bandiera)  | A     | Frank Mill         |
|    | Danimarca (bandiera) | A     | Flemming Povlsen   |
|    | Germania (bandiera)  | A     | Jürgen Wegmann     |

## Organigramma societario
Area tecnica
- Allenatore: Horst Köppel
- Allenatore in seconda: Michael Henke, Lothar Huber
- Preparatore dei portieri:
- Preparatori atletici: Günter Jonczyk

## Calciomercato

### Sessione estiva
| Acquisti | Acquisti         | Acquisti         | Acquisti |
| R.       | Nome             | da               | Modalità |
| -------- | ---------------- | ---------------- | -------- |
| C        | Thomas Franck    | Waldhof Mannheim |          |
| C        | Gerhard Poschner | Stoccarda        |          |
| A        | Flemming Povlsen | PSV              |          |

| Cessioni | Cessioni       | Cessioni              | Cessioni |
| R.       | Nome           | a                     | Modalità |
| -------- | -------------- | --------------------- | -------- |
| C        | Murdo MacLeod  | Hibernian             |          |
| C        | Andreas Möller | Eintracht Francoforte |          |
| C        | Stephan Ritz   | Verl                  |          |

### Sessione invernale
| Acquisti | Acquisti | Acquisti | Acquisti |
| R.       | Nome     | da       | Modalità |
| -------- | -------- | -------- | -------- |

| Cessioni | Cessioni | Cessioni | Cessioni |
| R.       | Nome     | a        | Modalità |
| -------- | -------- | -------- | -------- |

## Risultati

### Bundesliga

#### Girone di andata
| Arbitro: | Harder |

|  |           |                      |
|  | Marcatori | 38’, 45’, 78’ Walter |

| Arbitro: | Föckler |

|            |           |                         |
| Bogdan 89’ | Marcatori | 40’ Rummenigge 44’ Mill |

| Arbitro: | Wiesel |

|  |           |                            |
|  | Marcatori | 8’ (aut.) Helmer 84’ Hotić |

| Düsseldorf 2 settembre 1990, ore 19:00 CEST 4ª giornata | Fortuna Düsseldorf | 0 – 0 referto | Borussia Dortmund | Rheinstadion (10 000 spett.)\| Arbitro: \| Strigel \| |
| Arbitro:                                                | Strigel            |               |                   |                                                       |

| Arbitro: | Osmers |

|             |           |  |
| MacLeod 85’ | Marcatori |  |

| Arbitro: | Dellwing |

|              |           |          |
| Neubarth 39’ | Marcatori | 32’ Mill |

| Arbitro: | Schmidhuber |

|           |           |            |
| Lusch 17’ | Marcatori | 29’ Criens |

| Arbitro: | Fux |

|  |           |           |
|  | Marcatori | 35’ Lusch |

| Arbitro: | Amerell |

|             |           |          |
| Povlsen 52’ | Marcatori | 29’ Doll |

| Arbitro: | Theobald |

|                                   |           |              |
| Yeboah 50’ Möller 67’ Gründel 72’ | Marcatori | 84’ Strerath |

| Arbitro: | Albrecht |

|              |           |          |
| Hartmann 80’ | Marcatori | 66’ Zorc |

| Arbitro: | Kasper |

|                                       |           |          |
| Mill 70’ Zorc 82’ (rig.) Kutowski 90’ | Marcatori | 7’ Gries |

| Arbitro: | Berg |

|                        |           |                                    |
| Effenberg 70’ Thon 90’ | Marcatori | 79’ Helmer 81’ Wegmann 85’ Povlsen |

| Arbitro: | Mierswa |

|  |           |                                |
|  | Marcatori | 65’ (rig.) Dittwar 86’ Oechler |

| Arbitro: | Neuner |

|                    |           |                                        |
| Bartram 83’ (rig.) | Marcatori | 49’ Rummenigge 80’ Wegmann 88’ Povlsen |

| Arbitro: | Boos |

|             |           |         |
| Wegmann 13’ | Marcatori | 8’ Thom |

| Arbitro: | Fux |

|  |           |                      |
|  | Marcatori | 1’ Lusch 73’ Wegmann |

#### Girone di ritorno
| Arbitro: | Wiesel |

|                                                          |           |  |
| Sverrisson 3’, 11’, 25’ Allgöwer 4’, 63’ Walter 89’, 90’ | Marcatori |  |

| Arbitro: | Mölm |

|                     |           |                      |
| Rummenigge 44’, 84’ | Marcatori | 1’ Glesius 4’ Scholl |

| Arbitro: | Scheuerer |

|                        |           |                                |
| Stumpf 44’ Winkler 80’ | Marcatori | 19’ Gorlukovich 59’ Rummenigge |

| Arbitro: | Umbach |

|              |           |           |
| Poschner 74’ | Marcatori | 9’ Allofs |

| Arbitro: | Tritschler |

|                           |           |                              |
| Peschel 51’ Rzehaczek 90’ | Marcatori | 30’ (rig.) Zorc 41’ Breitzke |

| Arbitro: | Neuner |

|            |           |           |
| Helmer 15’ | Marcatori | 20’ Rufer |

| Arbitro: | Albrecht |

|                   |           |             |
| Max 59’ Spies 66’ | Marcatori | 5’ Breitzke |

| Arbitro: | Kriegelstein |

|                       |           |                 |
| Rummenigge 61’ (rig.) | Marcatori | 20’, 35’ Banach |

| Arbitro: | Dellwing |

|                                |           |  |
| Nando 13’, 62’, 70’ Furtok 20’ | Marcatori |  |

| Arbitro: | Föckler |

|  |           |                                         |
|  | Marcatori | 52’ Studer 79’ Lasser 89’ (rig.) Möller |

| Arbitro: | Heynemann |

|                  |           |                      |
| Driller 44’, 81’ | Marcatori | 25’ Ibrahim 74’ Bach |

| Arbitro: | Amerell |

|                          |           |                      |
| Kretschmer 43’ Gries 45’ | Marcatori | 2’ Zorc 31’ Breitzke |

| Arbitro: | Theobald |

|                            |           |                                     |
| Poschner 4’ Rummenigge 55’ | Marcatori | 45’ Grahammer 62’ Laudrup 87’ Ziege |

| Arbitro: | Umbach |

|             |           |          |
| Oechler 38’ | Marcatori | 41’ Zorc |

| Arbitro: | Assenmacher |

|             |           |  |
| Wegmann 85’ | Marcatori |  |

| Arbitro: | Birlenbach |

|                 |           |                         |
| Kree 43’ (rig.) | Marcatori | 73’ Poschner 77’ Schulz |

| Arbitro: | Tritschler |

|                                                                |           |                             |
| Poschner 3’ Rummenigge 39’ (rig.) Povlsen 52’, 61’ Wegmann 60’ | Marcatori | 44’ Golke 73’ (rig.) Ottens |

### Coppa di Germania
| Arbitro: | Boos |

|                                |           |             |
| Zettl 18’, 65’ Beierlorzer 39’ | Marcatori | 28’ Povlsen |

### Coppa UEFA
| Arbitro: | Navarrete |

|                     |           |  |
| Helmer 20’ Mill 90’ | Marcatori |  |

| Arbitro: | Hackett |

|  |           |                           |
|  | Marcatori | 24’ Helmer 50’ Rummenigge |

| Arbitro: | Longhi |

|  |           |                        |
|  | Marcatori | 59’ Zorc 69’, 78’ Mill |

| Arbitro: | Dimitrov |

|          |           |  |
| Zorc 39’ | Marcatori |  |

| Arbitro: | Santos |

|                    |           |  |
| van der Linden 74’ | Marcatori |  |

| Arbitro: | Petrović |

|                            |           |                |
| Gorlukovich 49’ Schulz 79’ | Marcatori | 36’ van Baekel |

## Statistiche

### Statistiche di squadra
| Competizione      | Punti | In casa | In casa | In casa | In casa | In casa | In casa | In trasferta | In trasferta | In trasferta | In trasferta | In trasferta | In trasferta | Totale | Totale | Totale | Totale | Totale | Totale | DR  |
| Competizione      | Punti | G       | V       | N       | P       | Gf      | Gs      | G            | V            | N            | P            | Gf           | Gs           | G      | V      | N      | P      | Gf     | Gs     | DR  |
| ----------------- | ----- | ------- | ------- | ------- | ------- | ------- | ------- | ------------ | ------------ | ------------ | ------------ | ------------ | ------------ | ------ | ------ | ------ | ------ | ------ | ------ | --- |
| Bundesliga        | 34    | 17      | 4       | 7       | 6       | 22      | 27      | 17           | 6            | 7            | 4            | 24           | 30           | 34     | 10     | 14     | 10     | 46     | 57     | -11 |
| Coppa di Germania | -     | 0       | 0       | 0       | 0       | 0       | 0       | 1            | 0            | 0            | 1            | 1            | 3            | 1      | 0      | 0      | 1      | 1      | 3      | -2  |
| Coppa UEFA        | -     | 3       | 3       | 0       | 0       | 5       | 1       | 3            | 2            | 0            | 1            | 5            | 1            | 6      | 5      | 0      | 1      | 10     | 2      | +8  |
| Totale            | 34    | 20      | 7       | 7       | 6       | 27      | 28      | 21           | 8            | 7            | 6            | 30           | 34           | 41     | 15     | 14     | 12     | 57     | 62     | -5  |

### Andamento in campionato
| Giornata  | 1  | 2  | 3  | 4  | 5  | 6  | 7  | 8 | 9 | 10 | 11 | 12 | 13 | 14 | 15 | 16 | 17 | 18 | 19 | 20 | 21 | 22 | 23 | 24 | 25 | 26 | 27 | 28 | 29 | 30 | 31 | 32 | 33 | 34 |
| --------- | -- | -- | -- | -- | -- | -- | -- | - | - | -- | -- | -- | -- | -- | -- | -- | -- | -- | -- | -- | -- | -- | -- | -- | -- | -- | -- | -- | -- | -- | -- | -- | -- | -- |
| Luogo     | C  | T  | C  | T  | C  | T  | C  | T | C | T  | T  | C  | T  | C  | T  | C  | T  | T  | C  | T  | C  | T  | C  | T  | C  | T  | C  | C  | T  | C  | T  | C  | T  | C  |
| Risultato | P  | V  | P  | N  | V  | N  | N  | V | N | P  | N  | V  | V  | P  | V  | N  | V  | P  | N  | N  | N  | N  | N  | P  | P  | P  | P  | N  | N  | P  | N  | V  | V  | V  |
| Posizione | 17 | 12 | 15 | 14 | 13 | 11 | 10 | 7 | 7 | 10 | 10 | 9  | 8  | 8  | 7  | 8  | 6  | 7  | 7  | 8  | 7  | 7  | 7  | 10 | 10 | 10 | 11 | 10 | 11 | 13 | 13 | 12 | 12 | 10 |

Legenda:

Luogo: C = Casa; T = Trasferta. Risultato: V = Vittoria; N = Pareggio; P = Sconfitta.

### Statistiche dei giocatori
| Giocatore      | Bundesliga | Bundesliga | Bundesliga  | Bundesliga | Coppa di Germania | Coppa di Germania | Coppa di Germania | Coppa di Germania | Coppa UEFA | Coppa UEFA | Coppa UEFA  | Coppa UEFA | Totale   | Totale | Totale      | Totale     |
| Giocatore      | Presenze   | Reti       | Ammonizioni | Espulsioni | Presenze          | Reti              | Ammonizioni       | Espulsioni        | Presenze   | Reti       | Ammonizioni | Espulsioni | Presenze | Reti   | Ammonizioni | Espulsioni |
| -------------- | ---------- | ---------- | ----------- | ---------- | ----------------- | ----------------- | ----------------- | ----------------- | ---------- | ---------- | ----------- | ---------- | -------- | ------ | ----------- | ---------- |
| G. Breitzke    | 22         | 3          | 2           | 0          | 0                 | 0                 | 0                 | 0                 | 2          | 0          | 0           | 0          | 24       | 3      | 2           | 0          |
| M. Driller     | 17         | 2          | 1           | 0          | 0                 | 0                 | 0                 | 0                 | 1          | 0          | 0           | 0          | 18       | 2      | 1           | 0          |
| T. Franck      | 20         | 0          | 4           | 0          | 1                 | 0                 | 1                 | 0                 | 3          | 0          | 0           | 0          | 24       | 0      | 5           | 0          |
| S. Gorlukovich | 27         | 1          | 6           | 1          | 1                 | 0                 | 1                 | 0                 | 6          | 1          | 0           | 0          | 34       | 2      | 7           | 1          |
| U. Grauer      | 2          | 0          | 1           | 0          | 0                 | 0                 | 0                 | 0                 | 0          | 0          | 0           | 0          | 2        | 0      | 1           | 0          |
| T. Gutberlet   | 0          | 0          | 0           | 0          | 0                 | 0                 | 0                 | 0                 | 0          | 0          | 0           | 0          | 0        | 0      | 0           | 0          |
| T. Helmer      | 33         | 2          | 1           | 0          | 1                 | 0                 | 0                 | 0                 | 6          | 2          | 0           | 0          | 40       | 4      | 1           | 0          |
| D. Hofmann     | 1          | 0          | 1           | 0          | 0                 | 0                 | 0                 | 0                 | 0          | 0          | 0           | 0          | 1        | 0      | 1           | 0          |
| S. Karl        | 12         | 0          | 1           | 0          | 0                 | 0                 | 0                 | 0                 | 0          | 0          | 0           | 0          | 12       | 0      | 1           | 0          |
| S. Klos        | 2          | 0          | 0           | 0          | 0                 | 0                 | 0                 | 0                 | 0          | 0          | 0           | 0          | 2        | 0      | 0           | 0          |
| G. Kutowski    | 25         | 1          | 5           | 0          | 0                 | 0                 | 0                 | 0                 | 4          | 0          | 0           | 0          | 29       | 1      | 5           | 0          |
| M. Lusch       | 22         | 3          | 1           | 0          | 1                 | 0                 | 0                 | 0                 | 6          | 0          | 0           | 0          | 29       | 3      | 1           | 0          |
| M. MacLeod     | 7          | 1          | 0           | 0          | 0                 | 0                 | 0                 | 0                 | 2          | 0          | 0           | 0          | 9        | 1      | 0           | 0          |
| R. Meyer       | 0          | 0          | 0           | 0          | 0                 | 0                 | 0                 | 0                 | 0          | 0          | 0           | 0          | 0        | 0      | 0           | 0          |
| F. Mill        | 13         | 3          | 1           | 1          | 1                 | 0                 | 0                 | 0                 | 4          | 3          | 0           | 0          | 18       | 6      | 1           | 1          |
| R. Nikolic     | 13         | 0          | 1           | 0          | 1                 | 0                 | 0                 | 0                 | 1          | 0          | 0           | 0          | 15       | 0      | 1           | 0          |
| M. Plechaty    | 1          | 0          | 0           | 0          | 0                 | 0                 | 0                 | 0                 | 0          | 0          | 0           | 0          | 1        | 0      | 0           | 0          |
| G. Poschner    | 27         | 4          | 6           | 0          | 1                 | 0                 | 0                 | 0                 | 4          | 0          | 0           | 0          | 32       | 4      | 6           | 0          |
| F. Povlsen     | 30         | 5          | 7           | 0          | 1                 | 1                 | 0                 | 0                 | 6          | 0          | 0           | 0          | 37       | 6      | 7           | 0          |
| P. Quallo      | 18         | 0          | 2           | 0          | 0                 | 0                 | 0                 | 0                 | 6          | 0          | 0           | 0          | 24       | 0      | 2           | 0          |
| M. Rummenigge  | 31         | 8          | 4           | 0          | 1                 | 0                 | 0                 | 0                 | 6          | 1          | 0           | 0          | 38       | 9      | 4           | 0          |
| M. Schulz      | 26         | 1          | 3           | 2          | 1                 | 0                 | 1                 | 0                 | 5          | 1          | 0           | 0          | 32       | 2      | 4           | 2          |
| S. Strerath    | 12         | 1          | 0           | 0          | 0                 | 0                 | 0                 | 0                 | 2          | 0          | 0           | 0          | 14       | 1      | 0           | 0          |
| J. Wegmann     | 18         | 6          | 1           | 0          | 1                 | 0                 | 0                 | 0                 | 2          | 0          | 0           | 0          | 21       | 6      | 1           | 0          |
| M. Zorc        | 30         | 5          | 4           | 0          | 1                 | 0                 | 0                 | 0                 | 4          | 2          | 0           | 0          | 35       | 7      | 4           | 0          |
| W. de Beer     | 32         | 0          | 1           | 0          | 1                 | 0                 | 0                 | 0                 | 6          | 0          | 0           | 0          | 39       | 0      | 1           | 0          |